# Club Alpino Italiano

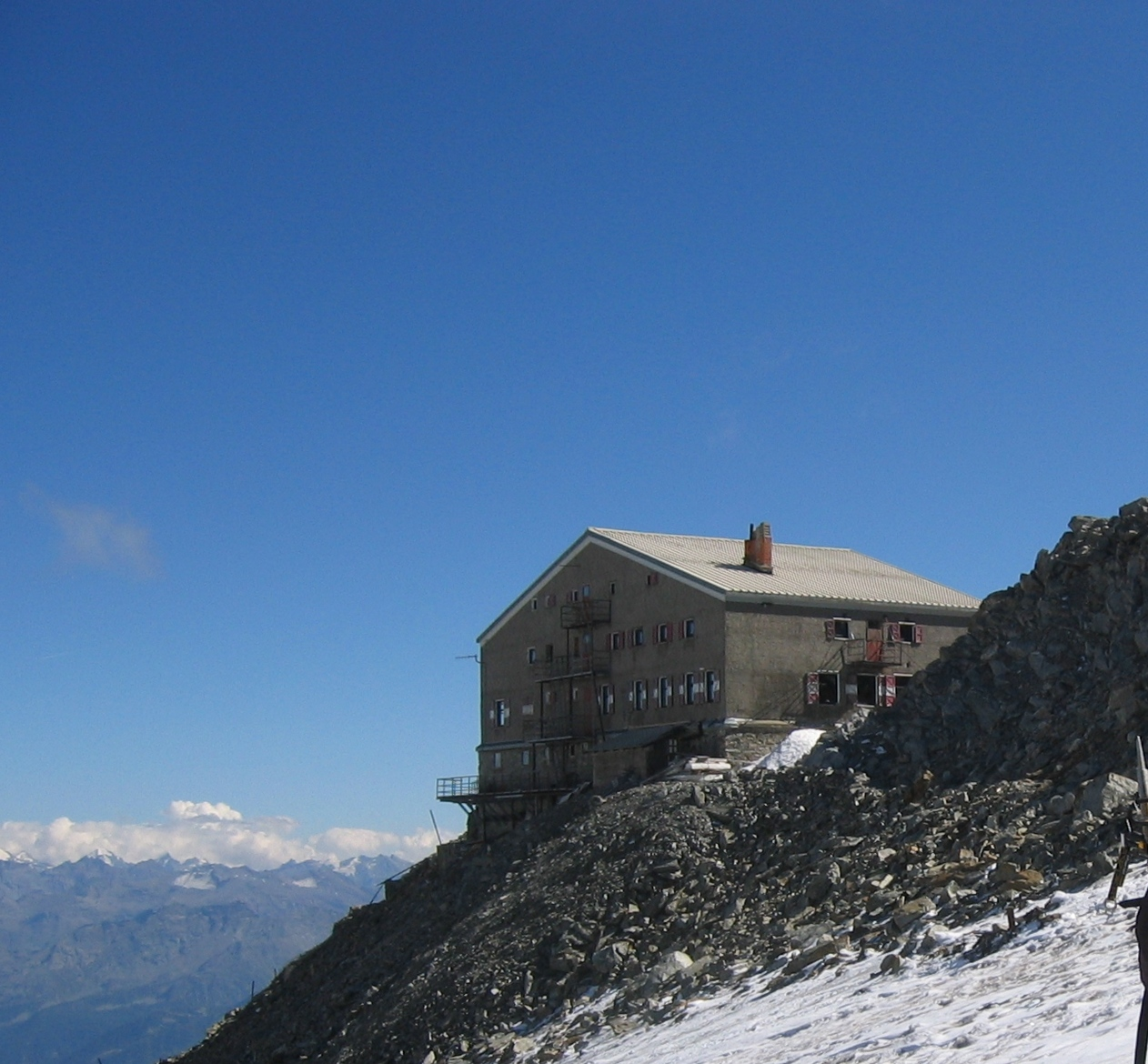
Rifugio Torino op de helling van de Mont Blanc

De Club Alpino Italiano (CAI) is de oudste en grootste nationale Italiaanse vereniging voor alpinisten.
De vereniging werd opgericht op initiatief van Quintino Selli te Turijn in 1863, en ze stelt zich ten doel om het alpinisme in de breedste zin van het woord te ondersteunen, en bovendien de studie van de berggebieden en de bescherming van de natuurlijke omgeving te bevorderen.
De vereniging had 3.500 leden in 1877, maar tegenwoordig (2016) zijn het er meer dan 300.000. De vereniging beheert een groot aantal (433) bemande herbergen (rifugi), waar men onderkomen en maaltijden kan bekomen. Ook beheert men 224 primitievere onderkomens, zoals onbemande hutten. Hiernaast is de vereniging betrokken bij de opleiding van gidsen, ski-instructeurs en dergelijke, bij het uitzetten van bergwandelingen, beheer van het Museo nazionale della montagna nabij Turijn, hulpdiensten, speleologie en tal van andere zaken die de bergen betreffen.